# تانغو (مسلسل)
تانغو مسلسل درامي تلفزيوني إنتاج عربي مشترك (سوري ولبناني) عرض في شهر رمضان العام 2018، مقتبس من المسلسل الأرجنتيني Love after Loving.

## القصة
تدور الأحداث حول رجل الأعمال (عامر)، وزوجته ربة المنزل (لينا)، وطفلهما الصغير، والمهندس (سامي) وزوجته مدربة رقص التانغو (فرح)، يجمع الأربعة صداقة وثيقة وعلاقة عمل متينة، لكن الأسرار تجعل الغموض يتسرب إلى حياتهم خاصة بعد تعرض سيارة أحدهم لحادث مروع، وهو ما فتح الباب عن الحقائق المؤلمة عن الحب والخيانة والانتقام، فهل سيقع أحدهم في المحظور؟.

## الممثلون
- باسل خياط
- دانا مارديني
- دانييلا رحمة
- باسم مغنية
- هيثم المصري
- فادي حداد